# Palazzo Pallavicino (Polesine Zibello)
Il Palazzo Pallavicino, noto anche come Palazzo Vecchio, è un edificio in stile gotico fiorito, situato sul lato sud-est della centralissima piazza Guareschi, ad angolo con piazza Garibaldi, a Zibello, nel comune di Polesine Zibello in provincia di Parma; al suo interno oggi si trovano vari negozi, un ristorante, un piccolo teatro e la sede di varie associazioni.

## Storia
Il palazzo fu edificato in due periodi storici differenti, a partire dal corpo a nord-est, innalzato nella seconda metà del XV secolo, ai tempi di Gianfrancesco I Pallavicino, primo signore del marchesato di Zibello; l'edificio ospitava all'epoca il podestà del piccolo stato.
La seconda porzione del fabbricato, costruita in continuità con la precedente anche se con tratti tendenti maggiormente allo stile rinascimentale, fu invece innalzata alcuni anni dopo, nei primi anni del XVI secolo, all'epoca della reggenza di Clarice Malaspina, vedova di Federico Pallavicino, secondo marchese di Zibello.
Negli ultimi anni del XVIII secolo il marchese Antonio Francesco Pallavicino, ultimo signore di Zibello, fece realizzare all'interno dell'edificio il piccolo Teatro Pallavicino, che fu completato nel 1804, ma successivamente restaurato in più riprese.
Nei primi anni del XXI secolo fu avviato un restauro della parte più antica del palazzo, finanziato dalla Fondazione Cariparma e curato dall'architetto Marco Pellegri. Venne eseguito anche il consolidamento della facciata e furono recuperati alcuni locali del livello terreno, in precedenza in stato di avanzato degrado, ove furono riscoperte anche alcune tracce di antiche decorazioni.
Gli spazi che si aprono sul lungo porticato del livello terreno, adibiti a negozi da secoli, continuano ad ospitare alcune attività, tra cui un ristorante, mentre i locali del piano superiore costituiscono da anni la sede di varie associazioni.

## Descrizione

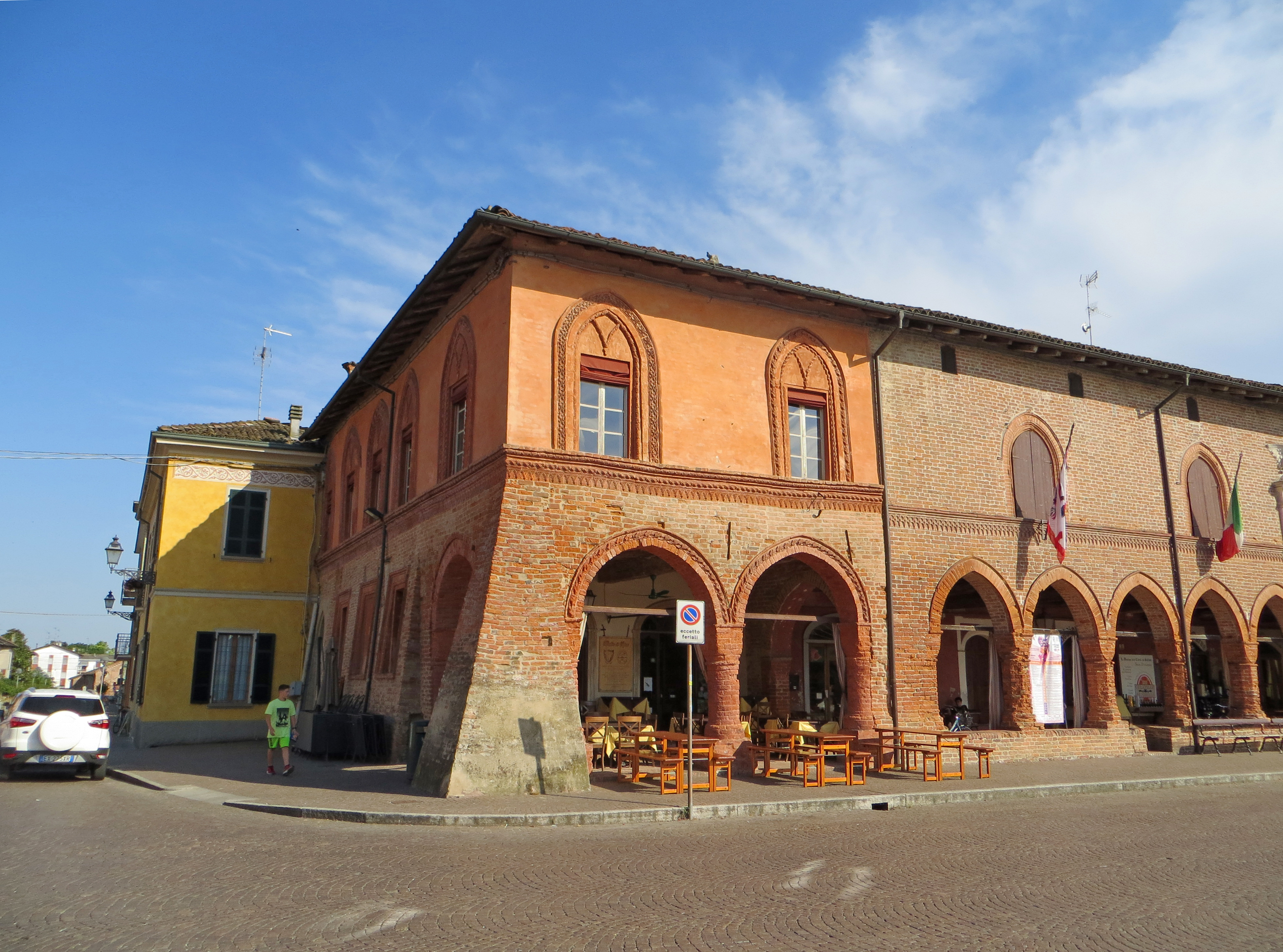
Ala nord

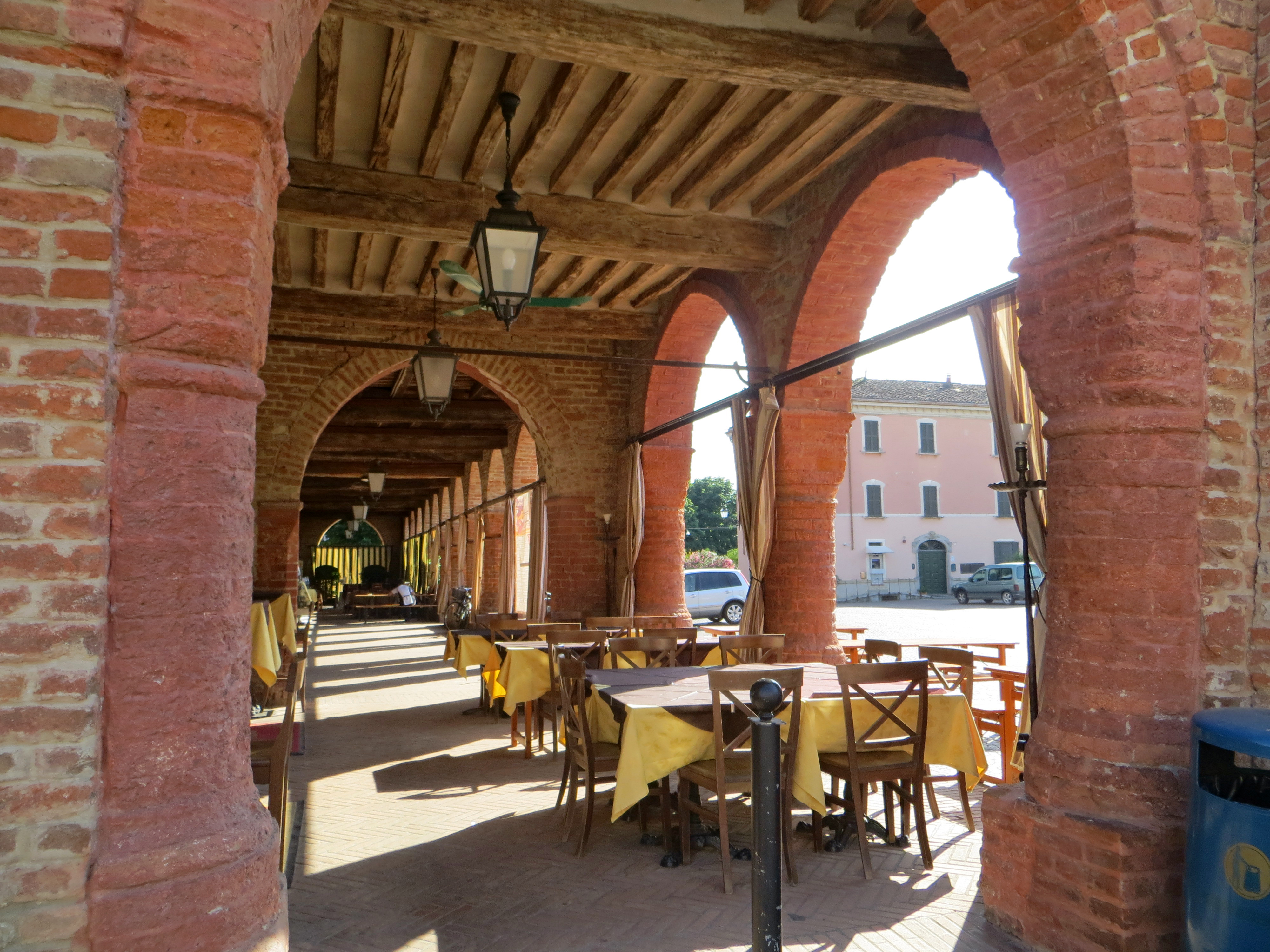
Porticato

Il palazzo si sviluppa sull'intero lato sud-est della piazza, innalzandosi su un porticato ad archi a sesto acuto; sul retro è presente un piccolo cortile interno.
La lunga facciata è suddivisa nelle due porzioni corrispondenti alle diverse epoche di edificazione del palazzo; l'ala nord-est, più piccola e antica, occupa le prime due campate del porticato, con ampi archi ogivali in mattoni rossi, ed è caratterizzata dallo spigolo speronato del piano terreno; il primo livello intonacato si innalza su una fascia marcapiano in cotto, su cui sono impostate le ricchissime cornici delle finestre, inquadrate da elaborati archi a sesto acuto, realizzati con formelle in cotto della bottega di Rinaldo de Stavoli, dai tratti tipici dello stile gotico fiorito. L'ala sud-ovest, più recente, è caratterizzata dai tratti più classici; interamente rivestita in mattoni rossi, la facciata si innalza su un porticato ad archi ogivali, molto più stretti dei precedenti, mentre le finestre del primo livello, maggiormente distanziate fra loro, sono inquadrate da più semplici cornici a sesto acuto realizzate in laterizio. In entrambe le porzioni del palazzo, i pilastri ottagonali del portico, anch'essi costituiti da mattoni rossi, sono coronati da capitelli a cubo scantonato, su cui sono incisi numerosi graffiti, a ricordo dei principali avvenimenti che riguardarono il paese nel corso dei secoli.

## Teatro Pallavicino

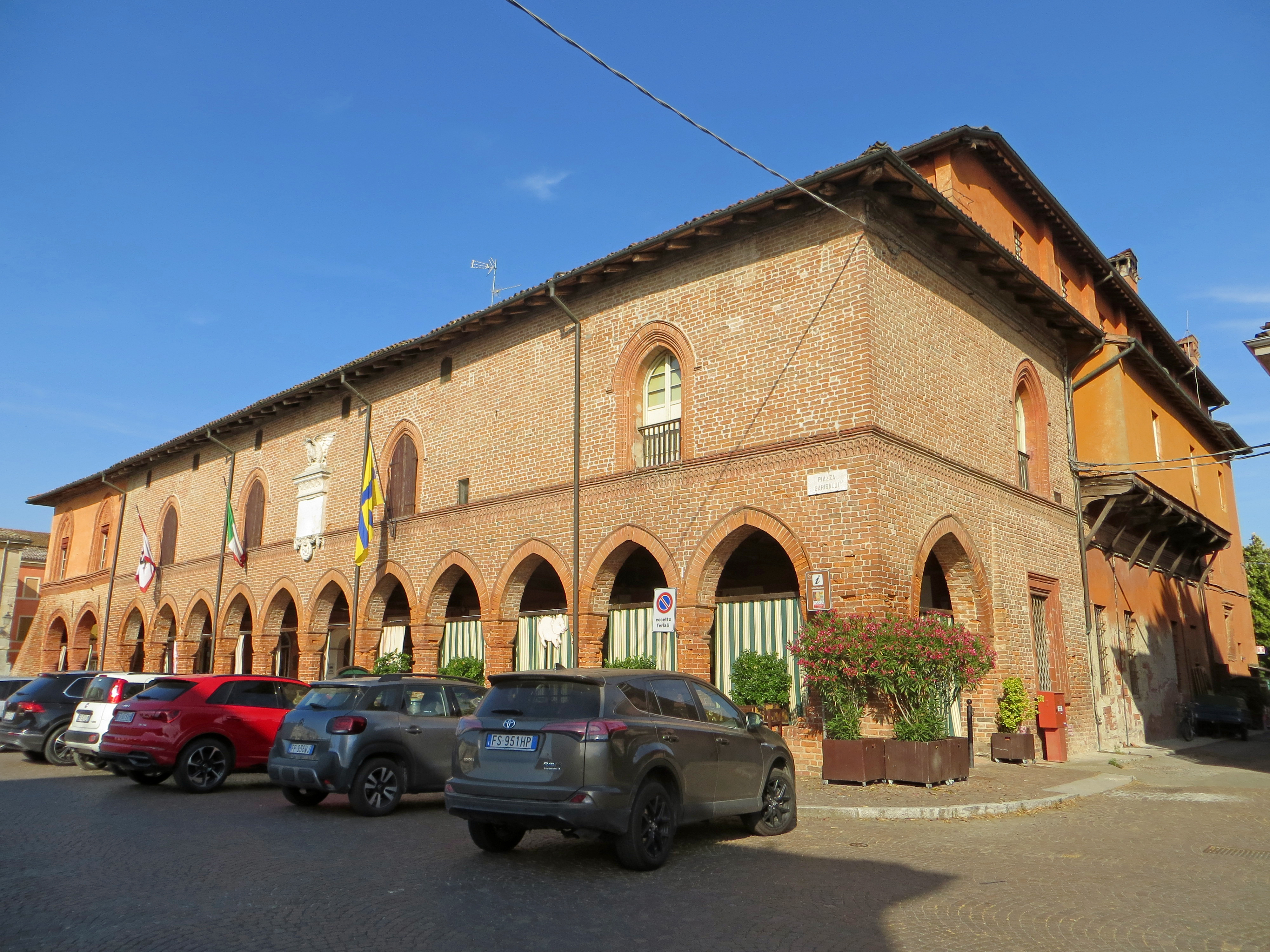
Ala ovest

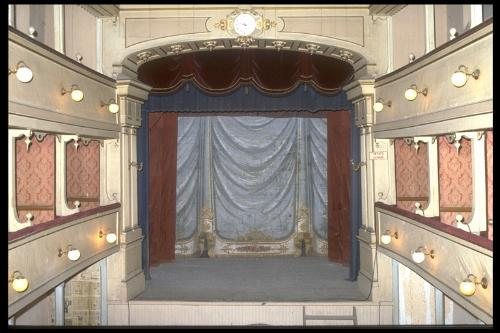
Interno del Teatro Pallavicino

Il piccolo teatro fu realizzato per volere dell'ultimo marchese di Zibello, al primo piano della porzione sud-ovest del palazzo; completato e aperto al pubblico nel 1804, era datato in origine solamente del palco e della platea, che poteva contenere all'incirca una ventina di banchi, riservati, nell'ordine, al marchese, al clero, ai frati domenicani, alle famiglie degli attori ed infine al pubblico comune.
Nel 1827 il teatrino fu restaurato a cura di Lorenzo Boni, con l'aggiunta di 12 palchi, con al centro quello destinato ai marchesi Pallavicino; i pittori Pietro Piazza e Giovanni Azzi, che realizzò anche il sipario ancora esistente, decorarono la sala, secondo lo stile allora in voga.
Nel 1872 fu costruita la seconda fila di palchi sulla precedente.
Nel 1905 il Comune di Zibello acquistò dalla contessa Simonetta Pallavicino il teatro e l'atrio, avviando nel 1910 i lavori di restauro su progetto di Lino Bocchi, che costruì il loggione ligneo in continuità con i palchi del secondo livello ed eliminò molte delle decorazioni ottocentesche; anche l'ingresso fu modificato e ampliato, su progetto di Virginio Michiara; fu inoltre realizzato l'impianto elettrico e furono sostituite le sedute della platea, senza tuttavia modificare l'impianto originario della sala. I lavori si conclusero nel 1913, mentre la sala fu inaugurata il 12 giugno 1914 con l'opera Lucia di Lammermoor.
Nel 1930 il teatro fu adibito a cinema, ma continuò ad ospitare commedie e tragedie, oltre a concerti e opere liriche, fino al 1955; nel 1963 tuttavia anche il cinema fu chiuso e l'ambiente cadde in degrado; per scongiurare il crollo, nel 1978 il Comune iniziò a intervenire per recuperare la struttura, restaurando un po' per volta il tetto, il corridoio, i palchi e la platea e ricostruendo tutti gli impianti; i lavori si conclusero nel 2003 e da allora il piccolo teatro viene utilizzato in alcune occasioni per ospitare spettacoli e concerti.